# Sandy Poulsen
Sandra Wayne »Sandy« Poulsen, ameriška alpska smučarka, * 24. julij 1952, San Francisco, ZDA.
Nastopila je na Olimpijskih igrah 1972, kjer je bila 21. v smuku, v veleslalomu pa je odstopila. Na Svetovnem prvenstvu 1974 je dosegla enajsto mesto v veleslalomu. V svetovnem pokalu je tekmovala štiri sezone med letoma 1971 in 1974 ter dosegla eno uvrstitev na stopničke v veleslalomu. V skupnem seštevku svetovnega pokala se je najvišje uvrstila na šestnajsto mesto leta 1972.